# Cardoso (Familienname)
Cardoso ist ein portugiesischer Familienname.

## Namensträger

### A
- Adriana Cardoso de Castro (* 1990), brasilianische Handballspielerin
- Alexander Pereira Cardoso (* 1975), brasilianischer Fußballspieler, siehe Alex Mineiro
- Alexandre Cardoso (* 1952), brasilianischer Politiker
- Alexandrino Cardoso da Cruz, osttimoresischer Politiker
- Alfonso Cardoso (* 1971), uruguayischer Rugby-Union-Spieler
- Alfredo de Sá Cardoso (1864–1950), portugiesischer General und Politiker
- Amadeo de Souza-Cardoso (1887–1918), portugiesischer Maler
- Anabela Cardoso, portugiesische Diplomatin und Parapsychologin
- André Cardoso (* 1984), portugiesischer Radrennfahrer
- Anselmo Gonçalves Cardoso (* 1984), portugiesischer Fußballspieler
- António Cardoso Cunha (1915–2004), portugiesischer Geistlicher, Bischof von Vila Real
- António Cardoso e Cunha (1933–2021), portugiesischer Politiker (PSD)
- António Cardoso Caldas Machado (* 1958), osttimoresischer Politiker
- Artur Augusto da Fonseca Cardoso (1865–1912), portugiesischer Kolonialoffizier und Anthropologe
- Augusto César Cardoso de Carvalho (1836–1905), portugiesischer Marineoffizier und Kolonialverwalter
- Augusto Cardoso (* 1970), portugiesischer Geher

### B
- Boaventura Cardoso (* 1944), angolanischer Schriftsteller, Diplomat und Politiker
- Bill Cardoso (1937–2006), US-amerikanischer Journalist

### C
- Carlos Cardoso (Fußballspieler, 1944), portugiesischer Fußballspieler
- Carlos Cardoso (1951–2000), mosambikanischer Journalist
- Carlos Cardoso (Fußballspieler, 1984) (* 1984), brasilianischer Fußballspieler

### D
- Damian Cardoso (* 1984), südafrikanischer Eishockeyspieler
- Daniel Cardoso (* 1988), südafrikanischer Fußballspieler
- Duarte Cardoso Pinto (* 1982), portugiesischer Rugby-Union-Spieler
- Dulce Maria Cardoso (* 1964), portugiesische Schriftstellerin

### E
- Edgar Cardoso (1913–2000), portugiesischer Brückenbauingenieur
- Elizeth Cardoso (1920–1990), brasilianische Sängerin
- Elkeson de Oliveira Cardoso (* 1989), brasilianischer Fußballspieler, siehe Elkeson
- Enrico Cardoso Nazaré (* 1984), brasilianischer Fußballspieler
- Erik Cardoso (* 2000), brasilianischer Sprinter
- Estêvão Cardoso de Avellar (1917–2009), brasilianischer Ordensgeistlicher, Bischof von Uberlândia

### F
- Fábio Cardoso (* 1994), portugiesischer Fußballspieler
- Felippe Cardoso (* 1998), brasilianischer Fußballspieler
- Fernando Henrique Cardoso (* 1931), brasilianischer Soziologe und Politiker, Staatspräsident 1995 bis 2002
- Filipe Cardoso (* 1984), portugiesischer Radrennfahrer
- Flavio Cardoso (* 1980), brasilianischer Radrennfahrer, siehe Flavio Santos (Radsportler)
- Francisco Rodríguez Cardoso († 1774), Militäringenieur

### G
- Gentil Cardoso (1906–1970), brasilianischer Fußballtrainer
- Giovanni Augusto Oliveira Cardoso (* 1989), brasilianischer Fußballspieler, siehe Giovanni Augusto
- Gonçalo Cardoso (* 2000), portugiesischer Fußballspieler

### H
- Harrison Cardoso de Oliveira (* 1992), brasilianischer Fußballspieler

### I
- Inácio do Nascimento de Morais Cardoso (1811–1883), portugiesischer Geistlicher, Patriarch von Lissabon
- Isa Cardoso (* 1991), portugiesische Fado-Sängerin

### J
- Jefferson Cardoso dos Santos (* 1986), brasilianischer Fußballspieler
- Jerónimo Cardoso (1508–1569), portugiesischer Latinist, Romanist, Lusitanist und Lexikograf
- Jesiel Cardoso Miranda (* 1994), brasilianischer Fußballspieler
- João Cardoso (* 1951), portugiesischer Fußballspieler
- João Santos Cardoso (* 1961), brasilianischer Geistlicher, Erzbischof von Natal
- Johnny Cardoso (* 2001), US-amerikanischer Fußballspieler
- Jorge Cardoso (* 1949), argentinischer Komponist, Gitarrist und Chirurg
- José Cardoso (Regisseur) (* 1930), mosambikanischer Regisseur
- José Cardoso Pires (1925–1998), portugiesischer Schriftsteller
- José Cardoso Sobrinho (* 1933), brasilianischer Geistlicher, Erzbischof von Olinda e Recife
- José Benedito Cardoso (* 1961), brasilianischer Geistlicher, Bischof von Catanduva
- José Carlos Sousa Cardoso (* 1937), portugiesischer Radrennfahrer
- José Luis Cardoso (* 1975), spanischer Motorradrennfahrer
- Josias Cardoso (* 1987), brasilianischer Unternehmer und Schriftsteller
- Juary Cardoso (* 1992), são-toméischer Fußballspieler
- Justino António Cardoso (* 1960), mosambikanischer Zeichner und Cartoonist

### K
- Kamilla Cardoso (* 2001), brasilianische Basketballspielerin

### L
- Leonardo Cardoso (1930–2022), brasilianischer Fußballspieler
- Lúcio Cardoso (1912–1968), brasilianischer Schriftsteller
- Luís Cardoso (* 1958), osttimoresischer Schriftsteller
- Luís Cardoso (Geistlicher) (1694–1769), portugiesischer Geistlicher
- Luís Nestor Cardoso (* 1930), argentinischer Fußballspieler

### M
- Manuel Cardoso (Komponist) (1566–1650), portugiesischer Komponist
- Manuel Cardoso Pinto (* 1998), portugiesischer Rugby-Union-Spieler
- Manuel António Cardoso (* 1983), portugiesischer Radrennfahrer
- Margarida Cardoso (Maria Margarida de Almeida Rodrigues Cardoso; * 1963), portugiesische Filmregisseurin
- Mário Cardoso (* 1950), portugiesischer Schauspieler
- Maurício José Cardoso (1880–1968), brasilianischer Generalmajor
- Miguel Cardoso (Fußballtrainer) (* 1972), portugiesischer Fußballtrainer
- Miguel Cardoso (Dichter) (* 1976), portugiesischer Dichter, Übersetzer und Essayist
- Miguel Cardoso (Fußballspieler) (* 1994), portugiesischer Fußballspieler
- Miguel Cardoso (Regisseur), portugiesischer Filmschaffender
- Miguel Esteves Cardoso (* 1955), portugiesischer Schriftsteller und Journalist

### N
- Nathan Cardoso (* 1995), brasilianischer Fußballspieler
- Néstor Lucas Cardoso (* 1935), argentinischer Fußballspieler

### O
- Onelio Jorge Cardoso (1914–1986), kubanischer Schriftsteller

### P
- Paulo Cardoso (1953–2018), brasilianischer Jazzmusiker
- Paulo Cardoso da Silva (* 1934), brasilianischer Ordensgeistlicher, Bischof von Petrolina
- Pedro Cardoso (Dichter) (1890–1942), kapverdischer Dichter
- Pedro Cardoso (Boxer), uruguayischer Boxer
- Pedro Cardoso (Schauspieler) (* 1962), brasilianischer Schauspieler und Drehbuchautor
- Pedro Cardoso (Radsportler) (* 1974), portugiesischer Radsportler
- Pedro Cardoso (Fußballspieler) (* 1975), uruguayischer Fußballspieler
- Procópio Cardoso (* 1939), brasilianischer Fußballspieler

### R
- Rafael Cardoso (* 1964), brasilianischer Schriftsteller und Kunsthistoriker
- Raúl Fortunato Cardoso Maycotte (* 1954), mexikanischer Diplomat
- Rodolfo Cardoso (Rodolfo Esteban Cardoso; * 1968), argentinischer Fußballspieler und -trainer
- Rodolfo Tan Cardoso (1937–2013), philippinischer Schachspieler
- Rômulo Cardoso (* 2002), brasilianischer Fußballspieler
- Ruth Cardoso (1930–2008), brasilianische Anthropologin und First Lady

### S
- Santina Cardoso (* 1975), osttimoresische Politikerin
- Sara Cardoso-Ribeiro (* 1958), deutsche Fotografin und Autorin

### T
- Teco Cardoso (* 1960), brasilianischer Jazzmusiker
- Tiago Pereira Cardoso (* 2006), luxemburgischer Fußballspieler